# SZNZ: Summer
SZNZ: Summer és el vuitè EP de la banda estatunidenca de rock alternatiu Weezer, el segon de quatre que formen el projecte SZNZ (pronunciat en anglès seasons, estacions). Es va publicar digitalment el 21 de juny de 2022, coincidint amb el solstici d'estiu. Únicament se'n va extreure un senzill, titulat «Records».
Una setmana abans de la publicació digital del senzill, el 16 de juny, Weezer va treure una aplicació anomenada «Human Record Player», on es podia reproduir la cançó un cop l'usuari girava a si mateix en el sentit de les agulles del rellotge com un tocadiscos.

## Llista de cançons
Totes les cançons foren escrites i compostes per Rivers Cuomo, excepte les indicades. 
| Núm.          | Títol                           | Composició                                   | Durada |
| ------------- | ------------------------------- | -------------------------------------------- | ------ |
| 1.            | «Lawn Chair»                    |                                              | 2:04   |
| 2.            | «Records»                       | Cuomo, Grant Phillip Michaels, Sam Hollander | 3:28   |
| 3.            | «Blue Like Jazz»                |                                              | 3:12   |
| 4.            | «The Opposite of Me»            |                                              | 3:30   |
| 5.            | «What's the Good of Being Good» |                                              | 4:02   |
| 6.            | «Cuomoville»                    |                                              | 3:16   |
| 7.            | «Thank You and Good Night»      |                                              | 4:05   |
| Durada total: | Durada total:                   | Durada total:                                | 23:37  |

| 8. | «Portia» |  |

## Crèdits
Weezer
- Rivers Cuomo – cantant, guitarra, veus addicionals
- Brian Bell – guitarra, veus addicionals
- Patrick Wilson – bateria
- Scott Shriner – baix, veus addicionals

Personal addicional
- Robopop – producció
- Suzy Shinn – producció addicional, producció vocal
- Bernie Grundman – masterització
- Charlie Brand – enginyeria àudio
- Andreas Sandnes – assistència enginyeria
- Sejo Navajas – assistència enginyeria